# Jaspur
Jaspur es una ciudad  y  municipio situada en el distrito de Udham Singh Nagar,  en el estado de Uttarakhand (India). Su población es de 50523 habitantes (2011). Se encuentra a 45 km del parque nacional de Jim Corbett y 210 km de Nueva Delhi.

## Demografía
Según el censo de 2011 la población de Jaspur era de 50523 habitantes, de los cuales 26330 eran hombres y 24193 eran mujeres. Jaspur tiene una tasa media de alfabetización del 77,45%, inferior a la media estatal del 78,82%: la alfabetización masculina es del 83,83%, y la alfabetización femenina del 70,53%.